# Sanford Robinson Gifford
Sanford Robinson Gifford (10 de juliol 1823 - 29 d'agost 1880) fou un pintor paisatgista estatunidenc, membre de l'Escola del Riu Hudson. Tanmateix, els seus paisatges posen un gran èmfasi en la llum, per la qual cosa sovint és considerat un membre del luminisme nord-americà, una branca especial dins de l'Escola del Riu Hudson.

## Biografia

### Joventut i aprenentatge
Gifford va néixer a Greenfield (New York) però va passar la infància a Hudson (New York) El seu primer contacte amb l'Art degué tenir lloc a la seva casa, on el seu germà Charles (1819-1861) tenia plena la seva cambra amb gravats d'obres mestres europees. Va anar a la Universitat de Brown entre 1842 i 1844, però la va deixar per tal d'estudiar Art. Va estudiar dibuix i perspectiva amb John Rubens Smith (1775-1849) i va assistir a conferències d'anatomia al col·legi mèdic local. Gifford també va anar a classes de dibuix a la National Academy of Design. Tot i el seu aprenentatge dirigit vers al retrat pictòric, Gifford va desenvolupar gran interès pels paisatges de Thomas Cole.

### Activitat artística
L'estiu de l'any 1846. Gifford va emprendre un viatge a les muntanyes Berkshires i Catskills. Amb els esbossos fets, va realitzar les obres per a la seva primera exposició de paisatges, a la National Academy of Design, de la qual fou elegil membre l'any 1851. L'any 1848, l'American Art-Union va exposar vuit de les seves obres. Entre els anys 1855 i 1857, Gifford va estar per primera vegada Europa, visitant els castells de Warwick, Kenilworth i de Windsor, i altres llocs com Stratford-upon-Avon. A les col·leccions pictòriques més importants de Londres, va estudiar paisatgistes com John Constable i Joseph M.W. Turner, i es va veure amb John Ruskin a la casa d'aquest intel·lectual. A França va estudiar l'obra de Jean-François Millet, i finalment va viatjar a Roma amb la companyia de Worthington Whittredge i d'Albert Bierstadt.
Al seu retorn als Estats Units d'Amèrica a finals del 1857, Gifford va agafar un estudi a Nova York, que va mantenir fins al final de la seva vida. Durant els següents set anys, va realitzar nombroses excursions, especialment a les muntanyes Catskills, que van donar lloc a les seves obres de més anomenada. A l'inici de la Guerra Civil dels Estats Units, Gifford es va allistar en el Seventh Regiment of the New York National Guard, i va retornar a la pintura figurativa amb obres com Bivouac of the Seventh Regiment at Arligtong Heights, Virginia (1861).
Entre juny de 1868 i la tardor de 1869, Gifford va embarcar altra vegada, revisitant Itàlia i viatjant a Grècia i l'Orient Mitjà. Al seu retorn, va fer una expedició a les muntanyes Rocoses de Colorado amb Worthington Whittredge i John Frederick Kensett. Posteriorment, va anar a Wyoming, i l'any 1874 va visitar tota la costa de l'oceà Pacífic, des d'Alaska fins Califòrnia. Gifford va morir de pneumònia, conseqüència d'un viatge al Llac Superior.